# Fergana
Fergana (em usbeque: Fargʻona) é uma cidade do Usbequistão, capital da província de Fergana. Tem 42,1 quilômetros quadrados e em 2020 tinha 288 850 habitantes. Foi fundada em 1876 como cidade de guarnição pela administração colonial Império Russo e tem o nome da região histórica em que se situa.